# 銀山平
銀山平（ぎんざんだいら）は新潟県魚沼市にある景勝地・キャンプ場。阿賀野川水系の只見川・北ノ又川の上流に位置する。荒沢岳・越後駒ヶ岳・平ヶ岳など2000mほどの高山に囲まれた盆地で、銀山平自体の標高も750〜800m近くある。春の新緑・秋の紅葉の名所として知られるが、冬は5〜6mの雪に埋もれる豪雪地である。尾瀬への新潟県側からの玄関口でもある。

## 歴史

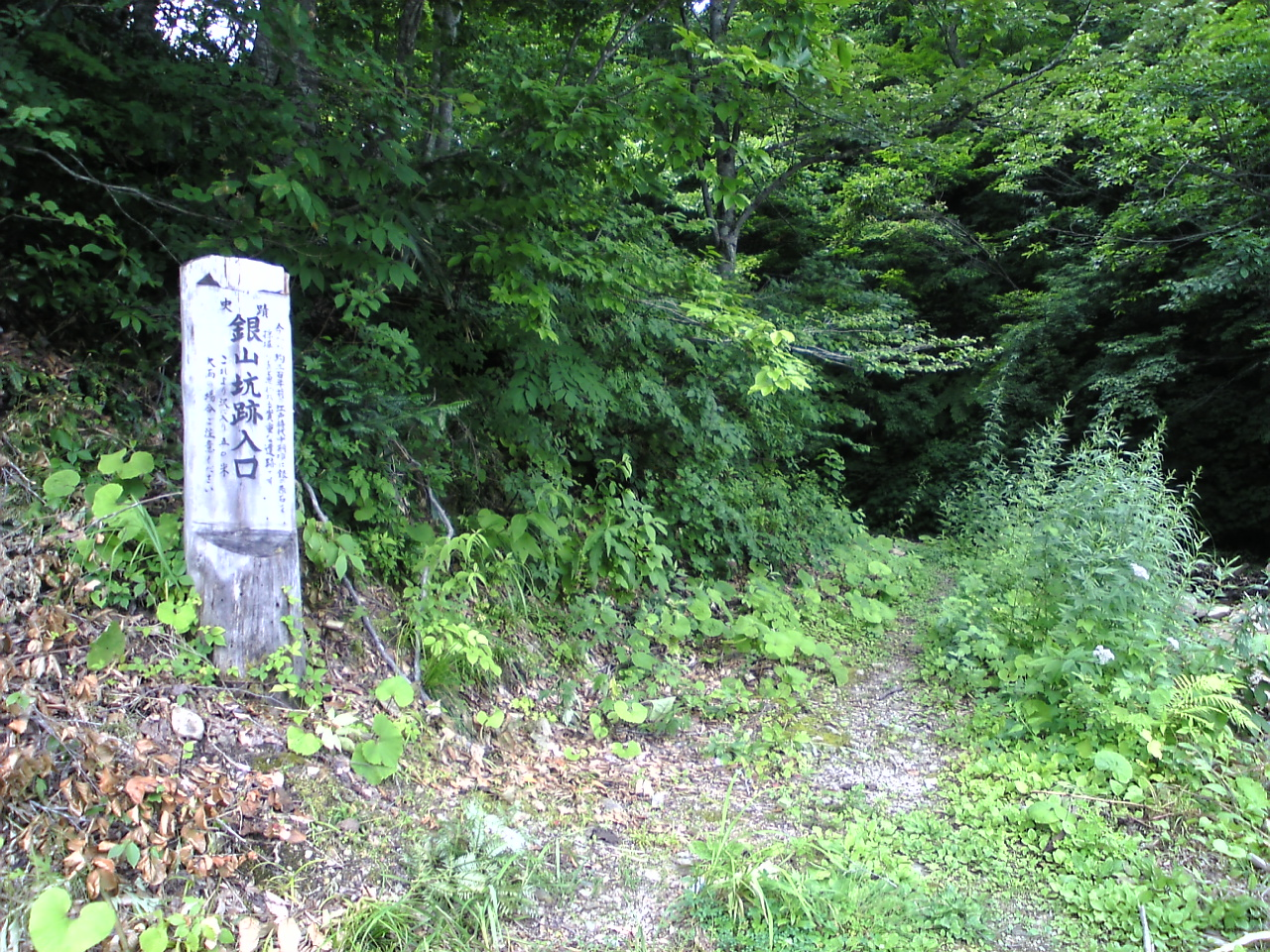
滝ノ沢の銀山跡（2010年8月）

- 平安時代末期、平清盛との恋の争いに敗れて都を追われた尾瀬三郎こと藤原頼国が、枝折峠を越えてこの地に安住の地を求め、さらに只見川をさかのぼって尾瀬ヶ原の開祖となったという伝説がある。
- 江戸時代には只見川の上流で銀が発見され、上田銀山・白峰銀山という鉱山が開かれ、諸国から集まった代官・採掘師・商人・遊女などがこの地に入り、大いに賑わった。しかし2度にわたる出水と坑道の崩落により多数の死傷者を出し、江戸時代末期には完全に閉山した。
- 明治から大正、昭和初期にかけては、小出・湯之谷の住民たちや、一部は福島の檜枝岐からの移住民によって開墾が進められていた。川鱒漁やゼンマイ採りなども行われた。
- 1953年（昭和28年）から電源開発株式会社によって奥只見ダムの建設が始められた。ダムは総工費360億円をかけて1962年（昭和37年）に完成した。上田銀山・白峰銀山の間歩跡や集落跡は、湖底に沈んだ。現在、銀山平へのアクセス道路となっている奥只見シルバーラインは、この時の工事用道路を一般道として供用したものである。

## 施設・見所

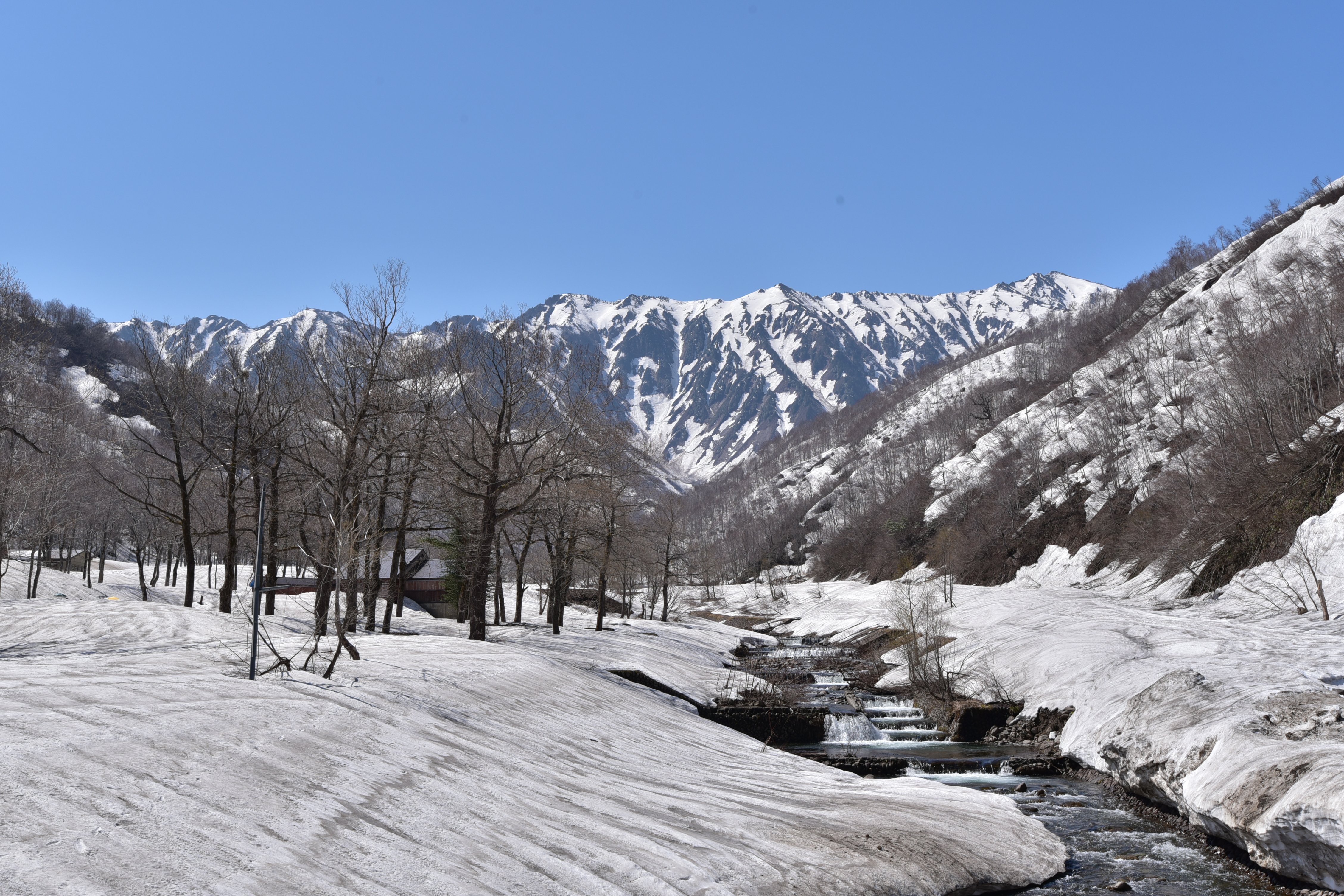
中荒沢と花降岳

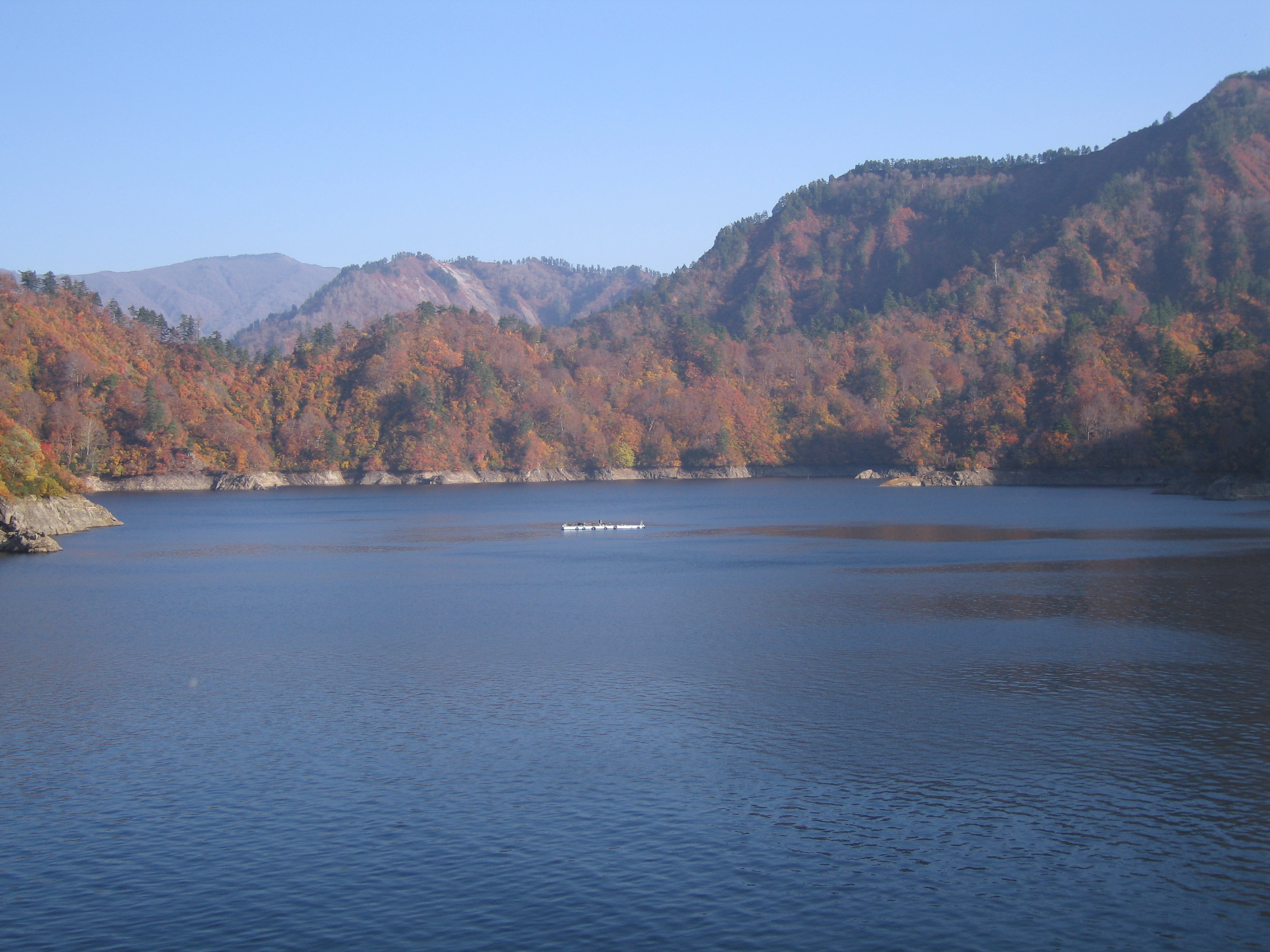
紅葉の奥只見湖

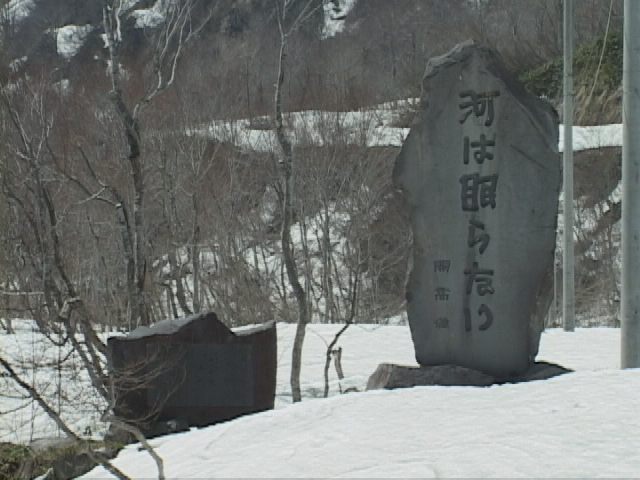
開高健記念碑

- 荒沢岳から流れる中荒沢に銀山平キャンプ場がある。第1キャンプ場と第2キャンプ場があり、炊事場や遊歩道なども備えている。開場は7月1日から9月下旬。
- キャンプ場遊歩道の奥にある中荒沢には、夏でも雪渓が残り、多くの観光客が訪れる。雪消えは9月になり、雪消えとともに春・夏・秋の花々が一気に開花する不思議な光景が見られる。また雪が消えた夏の間だけ姿を現す「本城の滝」という三段の滝もある。
- 国道352号をさらに進むと、尾瀬口に近い鷹ノ巣地区と下折立地区に、鷹ノ巣高原キャンプ場・奥銀山キャンプ場があり、最奥部ながらロッジやペンションも点在している。ここまで来ると尾瀬も間近である。冬季になると住民は小出・湯之谷などへ移住する。
- 奥只見ダムによって造られたダム湖は「奥只見湖」または「銀山湖」と呼ばれ、サクラマス・ヤマメ・イワナなどの大物が釣れる。春の残雪・新緑、秋の紅葉はとても美しく、見応えがある。遊覧船も運航している。作家・開高健もこの地を愛し、たびたび訪れた。銀山平石抱（いしだき）には『河は眠らない』の言葉を刻んだ開高健の記念碑が建つ。
- 銀山平キャンプ場から枝折峠方面（西）に向かうと、銀山平森林公園がある。ここにはログハウスや日帰り温泉施設が設けられている。
- 銀山平石抱と駒ノ湯温泉を結び、かつて上田銀山で採掘された銀を運んだ「銀の道」がハイキングコースとして親しまれている。全長12km、標高差460m。所要時間4時間10分。